# Dexter (revista em quadrinhos)
Dexter é uma minissérie de histórias em quadrinhos escrita po Jeff Lindsay, desenhada por Dalibor Talajic e publicada pela Marvel Comics em 2013. É baseada nos livros de Dexter, escritos por Jeff Lindsay.

## Histórico da publicação
Marvel Comics anunciou os quadrinhos de Dexter em novembro de 2012. A série foi escrita por Jeff Lindsay, o criador original da série Dexter, e ilustrada por Dalibor Talajic. Talajic já havia colaborado com a Marvel em trabalhos como Deadpool e Assassímio. A primeira edição foi escalada para estrear em fevereiro de 2013, antes da temporada final de Dexter ir ao ar no Showtime. Entretanto, os quadrinhos foram adiados por três meses e foi lançado apenas em junho de 2013.

## Enredo
Um assassinato chama a atenção de Dexter e está ligado a um grupo filantropo de Miami. Isso é apenas uma coincidência ou existem raízes estendidas? Além disso, existem algumas contas não resolvidas entre o chefe do grupo e Dexter no passado.

## Recepção
Dexter recebeu críticas mistas para negativas. Enquanto Dalibor Talajic recebeu elogio pela sua arte, uma das principais queixas foi que os quadrinhos não conseguiram adaptar o personagem principal da maneira que as séries de TV haviam feito. Alguns também sentiram que o conteúdo da fonte não podia ser efetivamente transmitido em uma história em quadrinhos da Marvel devido à remoção de alguns elementos adultos.
Em 2014, Marvel lançou outra minissérie de quadrinhos do Dexter, escrita por Jeff Lindsay, intitulada Dexter Down Under.